# Bon de caisse
Le bon de caisse, aussi nommé obligation de caisse, est une valeur mobilière et donc un titre pouvant être représenté par un papier-valeur, constituant une créance contre son émetteur. Il est très proche de l'obligation.

## Caractéristiques
C'est un produit de placement destiné aussi bien aux particuliers qu'aux personnes morales, effectué auprès d'une banque ou de tout autre société, qu'elle soit active principalement dans la finance ou non, qui se traduit par la remise d'un bon nominatif ou au porteur. Le bon de caisse peut aussi être réalisé auprès de l'État, on parle alors de bon au Trésor.
Le fonctionnement du bon de caisse est identique à celui d'une obligation. Il existe des variantes. Certaines dépendent des législations nationales et n'existent que dans certains États. Les coupons peuvent être détachés selon une période déterminée, semestriellement, annuellement, ou ils peuvent n'être détachés qu'à l'échéance en même temps que le principal sera remboursé. Le bon de caisse se distingue d'une obligation dans le fait qu'il n'est pas adossé à un emprunt d'une taille déterminée. Le bons de caisse est disponible généralement en tout temps et ne font pas l'objet d'un prospectus d'émission. De plus, un bon de caisse n'est, en principe, pas coté sur les marchés financiers et ne s'échange pas. Il est conservé par le créancier jusqu'à son terme.
La durée classique d'un bon de caisse est comprise entre 1 année et 10 ans, en fonction des besoins de l'emprunteur. Pour une durée plus courte ou plus longue, il s'agit alors d'un emprunt à terme non titrisé. Plus la durée du placement est longue, plus les intérêts sont élevés. Cependant, certains bons de caisse peuvent être remboursés de manière anticipée, dépendamment des termes du contrat,.